# La Turbulence des fluides
La Turbulence des fluides (englischer Titel: Chaos and Desire) ist ein kanadisch-französisches Filmdrama aus dem Jahr 2002. Manon Briand schrieb das Drehbuch und führte Regie, die Hauptrolle spielte Pascale Bussières.

## Handlung
Alice Bradley arbeitet in Tokio am Institut zur Erforschung von Erdbeben. Sie wird nach Baie-Comeau, ihrer Geburtsstadt in Kanada, beordert, weil dort die Gezeiten ausgesetzt haben. Das Phänomen könnte ein Hinweis auf ein bevorstehendes Erdbeben sein. Am Flughafen angekommen, weckt Marc Vandal ihr Interesse. Der Pilot löscht in der Gegend mit dem Flugzeug CL-415 Waldbrände. Seine Frau ist schon längere Zeit vermisst, sie stürzte mit einem Flugzeug ins Meer.
Einige Bewohner der Stadt verhalten sich eigenartig und es gibt recht mysteriöse Ereignisse. Ein Fliegerkollege von Marc hatte, als die Gezeiten aussetzten, eine Ahnung in Bezug auf den Inhalt seiner Wasserfracht, die er über einem Wald ablässt. Man sucht und findet tatsächlich an dieser Stelle die Überreste von Marie Vandal. Marc ist erleichtert, dass er endlich von ihr Abschied nehmen kann. Er und Alice lieben sich gerade am Strand, als sie ein Erdbeben verspüren, mit dem die Gezeiten zurückkommen. Sie sind durch das ansteigende Wasser auf einer Sandbank abgeschnitten. Alice, die nicht schwimmen kann, ertrinkt beinahe, ehe sie von einem Boot gerettet wird. Aber nun ist sie sicher, dass Marie einen schönen Tod hatte. Alice und Marc liegen sich glücklich in den Armen.

## Kritiken
- Kim Linekin, Eye Weekly, 5. September 2002: „visually entrancing“ (auf Deutsch: hinreißend ins Bild gesetzt)[1]

## Auszeichnungen
- 2002: nominiert beim AFI Los Angeles International Film Festival
- 2002: Publikumspreis für den besten kanadischen Film beim World Film Festival in Montréal
- 2003: Spezialpreis bei der Verleihung des Prix Jutra; Nominierungen gab es für Pascale Bussières, David Franco, Manon Briand und Geneviève Bujold

## Hintergrund
Gedreht wurde bei Baie-Comeau in der kanadischen Provinz Québec, das Budget betrug etwa 7 Millionen Euro. Vivafilm vertreibt den Film in Kanada, Alliance Atlantis Vivafilm hat die Filmrechte weltweit.
In den USA gibt es DVDs in Französisch mit englischen Untertiteln, sie haben eine Länge von ca. 113 Minuten.
Im Oktober 2003 wurde der Film bei den Internationalen Hofer Filmtagen präsentiert.